# Porokarzinom
Das Porokarzinom (lateinisch ‚porus‘ aus altgriechisch ‚πὀρος‘, poros,  Öffnung, Loch, Pore) ist ein seltener, maligner, vom intraepidermalen Teil des ekkrinen Schweißdrüsenausführungsganges ausgehender, infiltrierend wachsender Tumor. Charakteristisch ist das retrograde Einwachsen in die Epidermis. Manchmal entstehen Porokarzinome auch durch Entartung gutartiger Schweißdrüsentumore (Porome). 
Das Porokarzinom tritt vor allem bei älteren Menschen, vorzugsweise an den Gliedmaßenenden (Hand, Fuß), auf. Klinisch zeigt sich der Tumor als unscharf begrenzter, geschwürig veränderter Knoten, der mit einer aktinischen Keratose oder mit einem Plattenepithelkarzinom verwechselt werden kann. Zum Zeitpunkt der Diagnose liegen häufig bereits Metastasen der Lymphknoten mit Lymphödemen vor. Metastasen entstehen zumeist an anderen Hautstellen. Über das Blut verbreitete Fernmetastasen in anderen Organen kommen erst im Spätstadium vor.

## Quelle
- https://www.pathowiki.org/pathowiki/index.php/Porokarzinom